# Etna (Nebraska)

Etna (formalmente Etha) é um vilarejo em Custer County, Nebraska. O vilarejo situa-se a uma altitude de 2802 pés (854 m).